# Eazel
Eazel war ein US-amerikanisches Software-Unternehmen in Mountain View, Kalifornien. Das Unternehmen wurde 1999 gegründet. Die Mitarbeiter waren zum Teil frühere Angestellte von Apple Computer, Netscape, Be Incorporated, Linuxcare und Sun Microsystems. Bekanntester Mitarbeiter war Andy Hertzfeld, einer der Software-Entwickler des Macintosh-Betriebssystems.
Ein Ziel von Eazel war es, den Nautilus-Dateimanager für den GNOME-Desktop (unter Linux) zu entwickeln. Kurz nach dem Erscheinen von Nautilus 1.0 war das Unternehmen Eazel pleite, als es nicht gelang, weiteres Risikokapital zu erhalten (Mai 2001).
Der Nautilus-Dateimanager besteht weiter als Teil von GNOME und wird von der Open-Source-Community weiterentwickelt.